# Bianca Feuerbach
Bianca Feuerbach (* 2. Dezember 1975) ist eine ehemalige deutsche Fußballspielerin.

## Karriere
Feuerbach gehörte im Seniorinnenbereich zunächst dem 1. FFC Frankfurt an, für den sie in 11 Punktspielen in der Bundesliga zum Einsatz kam und vier Tore erzielte; damit trug sie am Saisonende 1998/99 zur Meisterschaft bei. In dieser Saison wurde sie ebenfalls DFB-Pokal-Siegerin.
Danach wechselte sie zum Ligakonkurrenten FSV Frankfurt, dem sie bis Juni 2002 angehörte und in ihren ersten beiden Saisons insgesamt 20 Punktspiele bestritt und vier Tore erzielte.
In den Jahren 2002 bis 2006 spielte sie für die TGM SV Jügesheim in der drittklassigen Regionalliga, bevor sie schließlich von 2006 bis 2010 2009/10 zum Ligakonkurrenten SG Germania Wiesbaden Regionalliga Süd wechselte und dort viermal Regionalligameisterin wurde.
Als Angehörige der Hessischen Polizeiauswahl im Frauenfußball nahm sie an insgesamt vier Deutschen Polizeimeisterschaften teil (1. DPM vom 22. bis 24. Oktober 2002 in Eutin, 2. DPM vom 20. bis 24. September 2004 in Grünberg, 3. DPM vom 10. bis 14. September 2007 in Selm, 4. DPM vom 7. bis 11. Juni 2010 in Bad Hersfeld). Deutschen Polizeimeisterschaft teil. Hiervon wurde sie mit der hessischen Polizeiauswahl in den Jahren 2002 in Eutin, 2007 in Selm sowie 2010 in Bad Hersfeld Deutsche Meisterin.
Nach ihrer Fußballkarriere wechselte sie zum Triathlon und nahm in den Jahren 2011 (7. AK 35-39, Zeit: 11:20 Std.), 2015 (10. AK 40-44, Zeit: 11:57 Std.), 2016 (5. AK 40-44, Zeit: 10:43 Std.) und 2018 (7. AK 40-44, Zeit: 11:16 Std.) an bisher vier Ironmanrennen teil.

## Erfolge
- Deutscher Meister 1999 (mit dem 1. FFC Frankfurt)
- DFB-Pokal 1998/1999
- viermal Regionalligameister
- dreimal deutsche Polizeimeisterin
- Ironman Frankfurt/M. 2016 (5. AK 40-44, Zeit: 10:43 Std.)